# Polnische Badminton-Mannschaftsmeisterschaft 2013
Die Polnische Badminton-Mannschaftsmeisterschaft der Saison 2012/2013 gewann das Team von UKS Hubal Białystok. Es war die 40. Austragung der Titelkämpfe.

## Vorrunde
| Platz | Mannschaft                         | Punkte | Spiele |
| ----- | ---------------------------------- | ------ | ------ |
| 1     | SKB Litpol-Malow Suwałki           | 21     | 32:16  |
| 2     | UKS Hubal Białystok                | 20     | 41:07  |
| 3     | AZS AGH Kraków                     | 13     | 24:24  |
| 4     | AZS UWM Olsztyn                    | 5      | 14:34  |
| 5     | BKS Kolejarz Decathlon Częstochowa | 1      | 09:39  |

## Spiel um Platz 3
- AZS AGH Kraków - AZS UWM Olsztyn: 4:2

## Finale
- UKS Hubal Białystok - SKB Litpol-Malow Suwałki: 4:2